# Governació de Kasserine
La governació o wilaya de Kasserine (àrab: ولاية القصرين, wilāyat al-Qaṣrīn) és una divisió administrativa de primer nivell de Tunísia, situada a la part centre-occidental del país, tocant a la frontera algeriana, amb uns 200 km de frontera. Limita amb les governacions del Kef, Siliana, Sidi Bou Zid i Gafsa.
Té una superfície de 8.066 km² i una població aproximada de 424.900 habitants l'any 2008 (415.700 l'any 2005). És creuada per una línia de ferrocarril. La capital és la ciutat de Kasserine.

## Patrimoni
El jaciment arqueològic de Sbeitla, l'antiga Safetula, es troba una mica apartat de les rutes turístiques, tot i el seu gran interès.

## Economia
Econòmicament és essencialment una governació agrícola, principalment arbres fruiters, cultius no estacionals, cereals i llegums, però s'hi han creat cinc zones industrials dedicades especialment a activitats derivades del tractament del marbre, la pedra calcària i els granulats. Les zones industrials són dues a Kasserine, dues a Sbeitla, una a Feriana i una a Thala.
L'artesanat destaca pels tapissos anomenats amazics.

## Geografia
El parc ecològic de Djebel Châambi, amb el pic Djebel Chaambi (1.544 metres), és el punt més alt de Tunísia.
L'agua hi és abundosa i prové de l'explotació de pous i de dues rescloses no gaire importants.

## Organització administrativa
La governació fou creada el 21 de juny del 1956 amb el nom de governació de Sbeitla i amb capital en aquesta localitat. El 4 de desembre de 1973 va perdre part del territori en crear-se la governació de Sidi Bou Zid.
El seu codi geogràfic és 42 (ISO 3166-2:TN-12).

### Delegacions
Està dividida en tretze delegacions o mutamadiyyes i 106 sectors o imades:
- Kasserine Nord (42 51)
  - Ennour Est (42 51 51)
  - Ennour Ouest (42 51 52)
  - El Bassatine (42 51 53)
  - El Khadhra (42 51 54)
  - El Arich (42 51 55)
  - Boulâaba (42 51 56)
- Kasserine Sud (42 52)
  - El Aouija (42 52 51)
  - Boulhijet (42 52 52)
  - Meghdoudech (42 52 53)
  - Bouzguam (42 52 54)
  - Eddoghra (42 52 55)
  - Sidi Harreth (42 52 56)
- Ezzouhour (42 53)
  - Ezzouhour Est 1 (42 53 51)
  - Ezzouhour Est 2 (42 53 52)
  - Ezzouhour Ouest 1 (42 53 53)
  - Ezzouhour Ouest 2 (42 53 54)
  - Ezzouhour Ouest 3 (42 53 55)
  - Ezzouhour Ouest 4 (42 53 56)
- Hassi El Ferid (42 54)
  - Hassi El Ferid (42 54 51)
  - El Hechim (42 54 52)
  - Khanguet Jezia (42 54 53)
  - Essalloum (42 54 54)
  - EL Kamour (42 54 55)
- Sbeitla (42 55)
  - Sbeitla (42 55 51)
  - Cité Essourour (42 55 52)
  - Semama (42 55 53)
  - Errakhmet (42 55 54)
  - El Gounna (42 55 55)
  - Eddouleb (42 55 56)
  - Ech-Charaya (42 55 57)
  - Machrek Ech-Chams (42 55 58)
  - Ouassaia (42 55 59)
  - El Khadhra (42 55 60)
  - EL Athar (42 55 61)
  - EL Mezara (42 55 62)
  - El Garâa El Hamra (42 55 63)
  - El Ksar (42 55 64)
- Sbiba (42 56)
  - Sbiba (42 56 51)
  - El Ahouaz (42 56 52)
  - Oued El Hatab (42 56 53)
  - Brahim Ezzahhar (42 56 54)
  - Aïn Zaiene (42 56 55)
  - Etthamed (41 56 56)
  - Aïn El Khemaïssia (42 56 57)
- Djedeliane (42 57)
  - Djedliane (42 57 51)
  - Fej Terbah (42 57 52)
  - Aïn El Hamadna (42 57 53)
  - Mehrza (42 57 54)
  - Aïn Oum El Jedour (42 57 55)
- El Ayoun (42 58)
  - El Ayoun (42 58 51)
  - El Grine (42 58 52)
  - El Brek (42 58 53)
  - El Baouajer (42 58 54)
  - Tiwicha (42 58 55)
  - Aïn Esselsela (42 58 56)
- Thala (42 59)
  - Thala Est (42 59 51)
  - Thala Ouest (42 59 52)
  - Eddachra (42 59 53)
  - Aïn Al-Jadeida (42 59 54)
  - Barmajna (42 59 55)
  - Oued Errachech (42 59 56)
  - El Joua (42 59 57)
  - El Hamed (42 59 58)
  - Zelfane (42 59 59)
  - Boulahnech (42 59 60)
  - Sidi M'hammed (42 59 61)
  - Ouljet Edhel (42 59 62)
  - Ech-Chaffaï (42 59 63)
- Hidra (42 60)
  - Hidra (42 60 51)
  - T'baga (42 60 52)
  - El Mekimen (42 60 53)
  - Lajrad (42 60 54)
  - Es-Sray (42 60 55)
  - Aïn Eddefla (42 60 56)
- Foussana (42 61)
  - Foussana (42 61 51)
  - Foussana Lahouaz (42 61 52)
  - Khmouda Nord (42 61 53)
  - Khmouda Sud (42 61 54)
  - Ouled Mahfoudh (42 61 55)
  - Afrane (42 61 56)
  - El Meziraa (42 61 57)
  - El Aadhira (42 61 58)
  - El Hazza (42 61 59)
  - EL Brika (42 61 60)
  - Bouderiass (42 61 61)
  - Aïn El Jinene (42 61 62)
  - Er-Rtibet (42 61 63)
- Feriana (42 62)
  - Feriana (42 62 51)
  - El Erg (42 62 52)
  - El Ahouach (42 62 53)
  - Es-Skhirat (42 62 54)
  - El Arâar (42 62 55)
  - Hanachi (42 62 56)
  - Garet En-Nâam (42 62 57)
  - Bouchebka (42 62 58)
  - Om Ali (42 62 59)
  - Bouhaya (42 62 60)
  - Telept (42 62 61)
  - Abdeladhim (42 62 62)
- Majel Bel Abbes (42 63)
  - Majel Bel Abbes Nord (42 63 51)
  - Majel Bel Abbes Sud (42 63 52)
  - Oum Laksab (42 63 53)
  - Ennadhour (42 63 54)
  - Henchir Oum El Khir (42 63 55)
  - Soula (42 63 56)
  - Grouâ El Jedra (42 63 57)

### Municipalitats
Està dividida en onze municipalitats o baladiyyes i tres circumscripcions o dàïres:
- Kasserine (42 11)
  - Kasserine (42 11 11)
  - Cité Ennour (42 11 12)
  - Ezzouhour (42 11 13)
- Sbeitla (42 12)
- Sbiba (42 13)
- Djedeliane (42 14)
- Thala (42 15)
- Hidra (42 16)
- Foussana (42 17)
- Feriana (42 18)
- Telept (42 19)
- Majel Bel Abbes (42 20)
- El Ayoun

## Agermanaments
La governació està agermanada amb la regió francesa de Provença-Alps-Costa Blava.